# Krull
Krull is een Britse film uit 1983 van Peter Yates met in de hoofdrollen Ken Marshall, Liam Neeson en Lysette Anthony.
De film is gebaseerd op een origineel scenario van Stanford Sherman en was een van de duurste films (ca. 27 miljoen dollar) van zijn tijd. Kritiek en publiek waren echter niet onder de indruk en de film flopte aan de kassa (totale inkomsten 16,5 miljoen dollar). Tegenwoordig wordt de film gezien als een cultfilm.

## Verhaal
De bevolking van de planeet Krull wordt geconfronteerd met een merkwaardig ruimteschip, het Zwarte Fort, in de vorm van een berg. Het schip behoort toe aan een duivels wezen dat bekendstaat als 'Het Beest'. Samen met een groep moordenaars, de Slachters, terroriseert Het Beest de planeet. Omdat het Zwarte Fort zich zelfstandig kan verplaatsen, is het bijna onmogelijk om te weten waar het hoofdkwartier van Het Beest zich bevindt.
Krull is altijd verdeeld geweest in twee koninkrijken die al eeuwenlang met elkaar in onmin leefden. De komst van Het Beest en zijn Slachters dwingt de koninkrijken echter om samen te werken. Om de band te verstevigen huwt prins Colwyn van het ene koninkrijk met prinses Lyssa van het andere. De hoop bestaat dat de gecombineerde legers van beide koninkrijken Het Beest kunnen weerstaan. Deze hoop is gefundeerd op de profetie dat het toekomstige kind van prinses Lyssa het heelal zal regeren.
Als het Het Beest hoort van de voorspelling laat hij zijn Slachters het kasteel van Koning Eirig, de vader van Lyssa, aanvallen. Het kasteel valt en de koning wordt gedood nadat zijn leger is verslagen. In triomf voeren de Slachters prinses Lyssa met zich mee naar het Zwarte Fort. De enige die de slachting van het leger van Eirig heeft overleefd is prins Colwyn. Hij zweert wraak en belooft Lyssa terug te brengen.
Hij krijgt raad van Ynyr de Oudere die hem zegt eerst de Glaive te vinden. De Glaive is een eeuwenoud zwaard in vorm van een ster met scherp geslepen uiteinden, dat Colwyn terugvindt in een hoog gelegen grot in de bergen. De volgende stap is het vinden van het Zwarte Fort dat iedere dag bij zonsopgang telepathisch naar een nieuwe locatie reist. Hij krijgt hulp van een merkwaardige groep mannen: de enigszins mislukte tovenaar Ergo, de cycloop Rell, en een groepje criminelen, die op de vlucht zijn voor de wet, onder leiding van Torguil. Colwyn belooft hun de vrijheid als ze hem helpen.
Om het Zwarte Fort te vinden raadpleegt Colwyn, De Smaragden Ziener, een blinde helderziende en diens jonge leerling Titch. Als de helderziende het fort weet te lokaliseren wordt hij door Het Beest vermoord voor hij iets kan zeggen. Dan besluit Ynyr om de Zwarte Weduwe te raadplegen. De Weduwe is eigenlijk een tovenares en de vroegere geliefde van Ynyr. Nadat ze hun enige kind had gedood verbande Ynyr haar naar het hol van een gigantische spin. Al die jaren kon ze zich tegen de spin beschermen met behulp van het zand uit een betoverde zandloper. Aan Ynyr onthult de Zwarte Weduwe waar het Zwarte Fort de volgende zonsopgang zal zijn. Om Ynyr te beschermen tegen de spin geeft ze hem het zand van de zandloper mee. Ynyr weet Colwyn te bereiken en kan nog net de informatie doorgeven voordat het zand op is en hij sterft.
Met behulp van de vliegende Vuurmerries weten Colwyn en zijn bende het Zwarte Fort op tijd te bereiken. Ze worden aangevallen door de Slachters die een van Colwyns mannen doden. De cycloop Rell weet echter met zijn enorme kracht de gigantische deuren van het Fort lang genoeg open te houden om Colwyns groepje binnen te laten. Als de deuren dichtslaan wordt Rell verpletterd.
Eenmaal binnen raakt Colwyn afgescheiden van zijn mannen. Een aantal wordt gedood door de Slachters en anderen raken verstrikt in allerlei vallen. Het komt op Colwyn aan en hij weet Het Beest te verwonden met de Glaive. Snel bevrijdt hij Lyssa en wil met haar vluchten, maar Het Beest is nog niet dood. Dan gebruikt Lyssa de heilige vlam die ze ontving bij haar huwelijk met Colwyn. Het vuur doodt Het Beest, maar zijn dood doet ook het Zwarte Fort uiteenvallen. Colwyn en Lyssa bevrijden de overgebleven mannen van zijn bende en samen vluchten ze uit het Fort. Lyssa en Colwyn worden de nieuwe heersers van Krull en hun kind zal ooit het universum regeren.

## Rolverdeling
| Acteur           | Personage           |
| ---------------- | ------------------- |
| Ken Marshall     | Colwyn              |
| Lysette Anthony  | Lyssa               |
| Freddie Jones    | Ynyr                |
| Francesca Annis  | de Zwarte Weduwe    |
| Alun Armstrong   | Torquil             |
| David Battley    | Ergo                |
| Bernard Bresslaw | Rell                |
| Liam Neeson      | Keegan              |
| Robbie Coltrane  | Rhun                |
| John Welsh       | De Smaragden Ziener |
| Graham McGrath   | Titch               |
| Tony Church      | Turold              |
| Bernard Archard  | Eirig               |
| Belinda Mayne    | Vella               |
| Dicken Asworth   | Bardolph            |

## Achtergrond
Eind jaren zeventig, begin jaren zeventig was er een hausse in films waarin het aloude sprookje van prins-redt-prinses nieuw leven werd ingeblazen in de vorm van sciencefiction- en fantasyfilms als Star Wars (1977), Return of the Jedi (1983), Excalibur (1981), The Sword and the Sorcerer (1982) en Conan the Barbarian (1982). De bedenkers van Krull probeerden een graantje van de inkomsten mee te pikken door een eigen ruimtesprookje te verzinnen. Krull had echter veel tegen. De hoofdrolspelers Ken Marshall en Lysette Anthony waren onbekend bij het grote publiek, de naam van de film was een lachertje en het scenario had plotgaten zo groot als een zwart gat. Het wordt bijvoorbeeld niet duidelijk waarom het kind van Lyssa en Colwyn later het universum moet regeren. Ook is onduidelijk waarom Colwyn met een groepje armoedzaaiers achter Het Beest aangaat, terwijl hij in principe kan beschikken over de gecombineerde legers van twee koninkrijken. Columbia Pictures, die de bui vermoedelijk al zag hangen, besloot op het laatste moment om de Britse stemmen opnieuw te laten inspreken door Amerikanen. Dus werd actrice Lysette Anthony in haar debuut opgezadeld met de stem van actrice Lindsay Crouse en werd het personage rol van Robbie Coltrane nagesynchroniseerd door Michael Elphick.
De film was voorzien van dure, maar bij het uitkomen al gedateerde, effecten en het grote monster van de film, Het Beest, was eigenlijk weinig eng om te zien. Een van de grote gimmicks uit de film, de Glaive, een als een ster gevormd zwaard dat als een boemerang door de lucht vliegt werkte eerder op de lachspieren dan dat het een status kreeg als bijvoorbeeld Excalibur, het legendarische zwaard van koning Arthur. De film is geen pure fantasyfilm, maar ook geen echte sciencefictionfilm. Het mikt op beide markten door het fort van Het Beest door te laten gaan als ruimteschip, maar de aankleding en wapens middeleeuws te maken.
De film werd groots aangepakt en er werden 23 sets gebouwd op de James Bondset in de Britse Pinewood Studios. Verder werd gefilmd in Black Park Country Park, Wexham, Buckinghamshire, op Campo Imperatore, L'Aquila, Abruzzo, en Cortina d'Ampezzo, Belluno, in Italië en bij Lanzarote, op de Canarische Eilanden. Bij het uitkomen was het publiek echter genadeloos en Krull flopte. De film had 27 miljoen gekost en er kwam slechts 16 miljoen binnen.